# Atletica leggera ai XVII Giochi del Mediterraneo - 400 metri ostacoli maschili
Le gare di atletica leggera nella categoria 400 metri ostacoli maschili si sono tenute il 28 e 29 giugno 2013 al Nevin Yanıt Atletizm Kompleksi di Mersin.

## Calendario
Fuso orario EET (UTC+3).
| Data      | Ora   | Turno    |
| --------- | ----- | -------- |
| 28 giugno | 19:05 | Batterie |
| 29 giugno | 19:30 | Finale   |

## Risultati
I 9 atleti vengono inquadrati in due batterie rispettivamente da 5 e 4 ostacolisti ciascuna. Si qualificano alla finale i primi otto tempi.

### Batterie
| Pos. | Nome                | Nazione | Tempo | Batt. | Corsia | Note |
| ---- | ------------------- | ------- | ----- | ----- | ------ | ---- |
| 1    | Hugo Grillas        | Francia | 49"96 | 1     | 5      | Q    |
| 2    | Diego Cabello Miñón | Spagna  | 50"15 | 2     | 4      | Q    |
| 3    | Emir Bekrić         | Serbia  | 50"25 | 1     | 4      | Q    |
| 4    | Ludovic Dubois      | Francia | 50"32 | 2     | 5      | Q    |
| 5    | Miloud Rahmani      | Algeria | 50"83 | 1     | 6      | Q    |
| 6    | Eusebio Haliti      | Italia  | 50"95 | 1     | 3      | Q    |
| 7    | Abdelmalik Lahoulou | Algeria | 51"56 | 2     | 3      | Q    |
| 8    | Enis Ünsal          | Turchia | 52"71 | 1     | 7      | Q    |
| 9    | Tuncay Örs          | Turchia | 54"82 | 2     | 6      |      |

### Finale
| Pos. | Atleta              | Nazionalità | Tempo | Corsia | Note |
| ---- | ------------------- | ----------- | ----- | ------ | ---- |
|      | Emir Bekrić         | Serbia      | 48"83 | 4      |      |
|      | Miloud Rahmani      | Algeria     | 49"34 | 7      |      |
|      | Hugo Grillas        | Francia     | 49"92 | 6      |      |
| 4    | Diego Cabello Miñón | Spagna      | 50"17 | 3      |      |
| 5    | Eusebio Haliti      | Italia      | 50"51 | 8      |      |
| 6    | Ludovic Dubois      | Francia     | 50"57 | 5      |      |
| 7    | Abdelmalik Lahoulou | Algeria     | 51"09 | 2      |      |
| 8    | Enis Ünsal          | Turchia     | 52"27 | 1      |      |